# Episodi di SMILF (seconda stagione)
La seconda stagione della serie televisiva SMILF, composta da otto episodi, è stata trasmessa in prima visione assoluta negli Stati Uniti dal canale via cavo Showtime dal 20 gennaio al 31 marzo 2019.
In Italia la stagione viene interamente distribuita il 10 maggio 2019 su Sky Box Sets.
| n° | Titolo originale                          | Titolo italiano | Prima TV USA     | Prima TV Italia |
| -- | ----------------------------------------- | --------------- | ---------------- | --------------- |
| 1  | Shit Man, I've Literally Failed           |                 | 20 gennaio 2019  | 10 maggio 2019  |
| 2  | Sorry Mary, I'm Losing Faith              |                 | 27 gennaio 2019  | 10 maggio 2019  |
| 3  | Surrogate Mothers Inspire Loving Families |                 | 10 febbraio 2019 | 10 maggio 2019  |
| 4  | So Maybe I Look Feminine                  |                 | 17 febbraio 2019 | 10 maggio 2019  |
| 5  | Single Mom in Love Forever                |                 | 24 febbraio 2019 | 10 maggio 2019  |
| 6  | Should Mothers Incur Loss Financially?    |                 | 3 marzo 2019     | 10 maggio 2019  |
| 7  | Smile More If Lying Fails                 |                 | 10 marzo 2019    | 10 maggio 2019  |
| 8  | Sex Makes It Less Formal                  |                 | 17 marzo 2019    | 10 maggio 2019  |
| 9  | Single Mom Is Losing Faith                |                 | 24 marzo 2019    | 10 maggio 2019  |
| 10 | Single Mom Is Looking (for) Family        |                 | 31 marzo 2019    | 10 maggio 2019  |